# یان ملاکار
یان ملاکار (اسلوونیایی: Jan Mlakar؛ زادهٔ ۲۳ اکتبر ۱۹۹۸) بازیکن فوتبال اهل اسلوونی است.
از باشگاه‌هایی که در آن بازی کرده است می‌توان به باشگاه فوتبال ونتزیا، باشگاه فوتبال کویینز پارک رنجرز، باشگاه فوتبال ماریبور، باشگاه فوتبال ویگان اتلتیک، باشگاه فوتبال برایتون اند هوو آلبیون، و باشگاه فوتبال فیورنتینا اشاره کرد.
وی همچنین در تیم‌های ملی فوتبال زیر ۲۱ سال اسلوونی و اسلوونی بازی کرده است.